# 小行星8024
小行星8024（英語：8024 Robertwhite）是一颗围绕太阳公转的小行星。1991年3月17日，埃莉諾·赫琳在帕洛马山发现了此天体。
这颗小行星的绝对星等为161.2869227785723等。